# Synapscape
Synapscape est un duo allemand de power noise. Il est signé par le label Ant-Zen. Leur musique se caractérise notamment par une voix « vocoderisée au maximum » et des rythmes EBM. Leur style s'est développé pour s'ouvrir également aux genres ambient, IDM et techno. 

## Histoire
Le groupe est formé en 1994 par Philipp Münch et Tim Kniep dans la ville de Bielefeld. Moins d'un an après leur formation, le label Ant-Zen publie leur premier album.
En 2015, après 20 années d'activité, le duo publie son 10e album, Rhythm Age. En 2018, sur leur album Still, le groupe ré-enregistre 11 titres initialement créés entre 1994 et 1999.
Leur treizième album A Stable Mind, paru en 2022, est décrit comme «chargé de distortions vocales sur fond de stridences industrielles» et «flirtant parfois avec l’EBM».

## Projets parallèles
En 1988, Philipp Münch fonde The Rorschach Garden, un groupe de synthpop inspiré de Depeche Mode. En 1989, Phillip Münch fonde (avec Andrea Börner et Andreas Schramm) le groupe punk-industriel Ars Moriendi. Münch est également membre du projet Templegarden's, dans un style rituel et dark ambient, ainsi que Monokrom, et impliqué dans le label Fich-Art qui édite des cassettes audio. Depuis 2011, Philipp Münch publie également des albums solo.

## Discographie

### Albums studio
- 1995 : Synapscape (Ant-Zen)
- 1997 : Helix/Merging (Ant-Zen)
- 1997 : Rage (Ant-Zen) (deuxième album)
- 1998 : Remix Item  (Ant-Zen)
- 1999 : So What (Ant-Zen) (troisième album)[8].
- 2001 : Positive Pop (Ant-Zen) (quatrième album)
- 2002 : Raw (Ant-Zen) (cinquième album, comprenant des enregistrements inédits de 1994 and 2001)
- 2003 : Hands on Centrozoon (Ant-Zen) (EP, collaboration avec Centrozoon)
- 2005 : Act! (Ant-Zen) (sixième album)
- 2006 : Scenes From A Galton's Walk (Ant-Zen) (collaboration avec Asche)
- 2007 : Now (Ant-Zen) (septième album)
- 2008 : Archive.One (Ant-Zen)
- 2008 : Archive.Two (Ant-Zen)
- 2009 : Again (Ant-Zen) (huitième album)
- 2011 : Traits (Ant-Zen) (neuvième album)
- 2015 : Rhythm Age (Ant-Zen) (dixième album)[9].
- 2018 : Still (Ant-Zen) (onzième album, composé d'anciens titres ré-enregistrés)[8].
- 2020 : A Journey Through Concern (Ant-Zen) (douzième album)[10].
- 2022 : The Stable Mind (Ant-Zen) (treizième album)

### Albums avec Olivier Moreau
- 2000 : Screenwalking (Hymen Records)
- 2004 : The Incredible Three (Ant-Zen)
- 2005 : The Return of the Incredible Three (Ant-Zen)
- 2005 : The Revenge of the Incredible Three (Ant-Zen)
- 2017 : The Humanoid Problem (Ant-Zen)

### Albums de Philipp Münch
- 2011 : Into the Absurd (Ant-Zen)
- 2012 : Mondo Obscura (Ant-Zen)
- 2016 : Elysium (Ant-Zen)
- 2018 : Greyscale (Ant-Zen)[11]
- 2019 : Cinema Bizarre (Ant-Zen)
- 2020 : Plays Ars Moriendi (Ant-Zen)
- 2023 : New Ritual Music (Ant-Zen)